# محوطه چالاو وارگه (۴)
محوطه چالاو وارگه (۴) مربوط به مس و سنگ- عصر آهن است و در شهرستان گیلانغرب، بخش مرکزی، دهستان چله، ۱۰۰ متری شمال شرقی روستای چالاو وارگه علیا واقع شده و این اثر در تاریخ ۲۷ اسفند ۱۳۸۶ با شمارهٔ ثبت ۲۲۴۶۶ به‌عنوان یکی از آثار ملی ایران به ثبت رسیده است.